# 朱璟𧇦
保德端簡王朱璟𧇦（1566年10月24日—1592年4月3日），明朝韓藩唯一一代保德王，韓端王朱朗錡的第四子（嫡子中排第三），母妃宋氏。

## 生平
嘉靖四十五年十月十二日（1566年10月24日）生。萬曆四年四月二十五日（1576年5月23日），明神宗遣使前往陝西平涼府冊封朱璟𧇦。六月初二日（6月27日），朱璟𧇦接受冊命，封保德王。
萬曆二十年二月二十一日（1592年4月3日），朱璟𧇦去世，享年二十七歲，諡號端簡。因其獨子瑞哥夭折，保德王的封爵被廢除。

## 家庭

### 妻
- 左氏，西城兵馬副指揮左選之女，萬曆十一年（1583年）封保德王妃[3]。

### 妾
- 李氏，生喜姐。

### 子
- 嫡子：瑞哥

### 女
- 嫡女：慶壽
- 嫡女：招姐
- 庶女：喜姐[2]

## 壙誌
朱璟𧇦壙誌現藏於平涼市崆峒區博物館。

大明冊封保德端簡王壙誌

欽　命　翰　林　院　撰　文

　　王諱璟𧇦，乃

太祖高皇帝十一世孫，

　韓定王之曾孫，

　韓安王之孫，

　韓王嫡第三子，母妃宋氏所出也。生於嘉靖四十

　　五年十月十二日。萬曆四年六月初二日，

冊封為保德王。萬曆二十年二月二十一日薨，享年

　　二十七歲。配妃左氏，西城兵馬副指揮選之女。

　　嫡生子一，瑞哥，尚幼，未名。女二，長慶壽，次招姐。

　　左氏出。庶生女一，喜姐，一妾李氏出。俱尚幼，未

　　封。訃聞于

上，輟朝一日，遣官諭祭，命有司治喪如制。在京文武

　　官員皆致祭焉。以萬曆二十□年十一月十一

　　日，塟南山之原，丁山□□□□□。　銘曰：

　　王以宗室懿親，為國□□，□□□爵，貴富兼隆。

　　兹以令終，夫復何憾。□□□□，納諸幽壙，用垂

　　不朽云。